# Anamalaia nathani
Anamalaia nathani is een vlinder van de familie van de grasmotten (Crambidae). De wetenschappelijke naam van deze soort is voor het eerst voorgesteld door Eugene Gordon Munroe en Akira Mutuura in een publicatie uit 1969.
De soort komt voor in India en is voor het eerst ontdekt in de Anaimalaiheuvels.